# Cinema City Enterprises
Cinema City Enterprises (新藝城市企業有限公司), aussi appelée Cinema Capital Entertainment ou Cinema City Entertainment, portant anciennement le nom de Cinema City and Films Co., est une société de production cinématographique hongkongaise fondée en 1979 sous le nom de Warriors Film Company par les acteurs Raymond Wong, Karl Maka et Dean Shek. La société a un petit catalogue de seulement 65 films mais dans des genres variés comme le drame, la comédie, et l'horreur.
Son dernier film produit, Blue Lightning, date de 1991.

## Liste des films

### 1979
- Crazy Partner de Karl Maka

### 1980
- Crazy Crooks de Raymond Wong

### 1981
- All the Wrong Clues for the Right Solution (en) de Tsui Hark
- Beware of Pickpockets (en) de Wu Ma
- Chasing Girls (en) de Karl Maka
- Plain Jane to the Rescue de John Woo

### 1982
- Mad Mission d'Eric Tsang
- Can't Stop The War de Yue Ham-ping
- He Lives By Night de Po-Chih Leong
- It Takes Two (en) de Karl Maka

### 1983
- Mad Mission 2 d'Eric Tsang
- All The Wrong Spies de Teddy Robin
- Esprit d'amour (en) de Ringo Lam
- The Perfect Wife?! (en) de Dean Shek
- Send In The Clowns de Lam Chung Gaai

### 1984
- Mad Mission 3 de Tsui Hark et Corey Yuen
- Banana Cop de Po-Chih Leong
- Happy Ghost (en) de Clifton Ko
- Heaven Can Help de David Chiang
- The Occupant de Ronny Yu
- Run Tiger Run de John Woo
- A Family Affair de Dean Shek

### 1985
- For Your Heart Only de Raymond Fung Sai Hung
- Happy Ghost 2 (en) de Clifton Ko
- The Isle Of Fantasy de Michael Mak (en)
- Kung Hei Fat Choy (en) de Dean Shek
- Mismatched Couples (en) de Yuen Woo-ping
- Mummy Dearest de Ronny Yu
- The Time You Need A Friend de John Woo
- Working Class de Tsui Hark
- Cupid One de Ringo Lam
- Why Me? (en) de Kent Cheng

### 1986
- Mad Mission 4 de Ringo Lam
- Le Syndicat du crime de John Woo
- A Book Of Heroes de Kevin Chu (en)
- Happy Ghost 3 de Johnnie To
- The Thirty Million Dollar de Karl Maka
- True Colours directed de Kirk Wong
- Peking Opera Blues de Tsui Hark

### 1987
- Le Syndicat du crime 2 de John Woo
- City on Fire de Ringo Lam
- Evil Cat (en) de Dennis Yu
- Lady in Black de Chung Sun
- La Légende de la perle d'or de Teddy Robin
- Prison on Fire de Ringo Lam
- Seven Years Itch de Johnnie To
- Trouble Couples d'Eric Tsang

### 1988
- The Big Heat de Andrew Kam (en), Johnnie To et Tsui Hark
- City War (en) de Chung Sun
- The Eighth Happiness de Johnnie To
- Fatal Love de Po-Chih Leong
- Fractured Follies de Wong Chung (en)
- Gunmen de Kirk Wong
- School on Fire de Ringo Lam
- Tiger on Beat (en) de Liu Chia-liang

### 1989
- Mad Mission 5 de Liu Chia-liang
- All About Ah-Long de Johnnie To
- They Came to Rob Hong Kong de Clarence Fok (en)
- Triads - The Inside Story de Taylor Wong
- Web Of Deception de David Chung

### 1990
- Chicken a la Queen de Lee Hon To
- The Fun, the Luck & the Tycoon de Johnnie To
- A Killer’s Blues de Raymond Lee (en)
- Skinny Tiger and Fatty Dragon de Lau Kar-wing
- Tiger on Beat 2 de Liu Chia-liang
- Guerres de l'ombre de Ringo Lam
- Crying Freeman: Dragon From Russia de Clarence Fok

### 1991
- The Raid de Ching Siu-tung, Tsui Hark
- Prison on Fire II de Ringo Lam
- The Royal Scoundrel de Jonathan Chik (en), Johnnie To
- Blue Lightning de Raymond Lee (en) (dernier film)